# Julius Kohte
Julius Eduard Alexander Kohte (ur. 13 listopada 1861 w Berlinie, zm. 14 listopada 1945 w Mitwitz) – niemiecki architekt, konserwator zabytków Prowincji Poznańskiej i Prowincji Pomorskiej.

## Życiorys
Po ukończeniu studiów pracował jako budowniczy rządowy i główny budowniczy w Berlinie, Koblencji i Magdeburgu. Od 1891 inwentaryzował zabytki architektury prowincji poznańskiej, w wyniku czego powstał czterotomowy katalog zabytków sztuki prowincji poznańskiej, który ukazał się w latach 1896–1898. W 1903 habilitował się na Politechnice w Charlottenburgu.
W latach 1924–1935 sprawował stanowisko konserwatora zabytków prowincji pomorskiej w Szczecinie.